# FEANTSA
Die FEANTSA (Fédération Européenne des Associations Nationales Travaillant avec les Sans-Abri) ist eine europäische NGO, die sich gegen Obdachlosigkeit einsetzt. Sie wurde 1989 gegründet. 

## Ziele der FEANTSA
- Die Obdachlosigkeit in Europa beenden
- Mit den Regierungen und Institutionen Europas, sowie den nationalen und regionalen Regierungen in Dialog treten
- Maßnahmen zur Bekämpfung der Obdachlosigkeit entwickeln und umsetzen
- Studien durchführen und verbreiten
- Den Austausch von Informationen, Erfahrungen und guten Praktiken fördern
- Stereotype abbauen und die Öffentlichkeit über die Komplexität der Obdachlosigkeit sensibilisieren

## Mitglieder
Mitglieder der FEANTSA sind mehr als 130 Mitgliedsorganisationen aus 30 Ländern, vor allem nationale oder regionale Verbände, beispielsweise die Bundesarbeitsgemeinschaft Wohnungslosenhilfe.